# والنتینا آریگتی
والنتینا آریگتی (به ایتالیایی: Valentina Arrighetti) (متولد ۲۶ ژانویه ۱۹۸۵ در جنوا) بازیکن والیبال اهل ایتالیا که عضو تیم ملی والیبال زنان ایتالیا است. او او در بازی‌های المپیک تابستانی ۲۰۱۲ به رقابت پرداخت.